# إنترنت إكسبلورر ماكنتوش
(بالإنجليزية: Internet Explorer for Mac)‏ كما يشار إليه باسم إنترنت إكسبلورر لماكنتوش، أو إنترنت إكسبلورر لإصدارت ماكنتوش، أو إنترنت إكسبلورر: ماك وغيرها، وهو متصفح إنترنت امتلاكي احتكاري تم تطويره بواسطة مايكروسوفت لمنصة ماكنتوش، الإصدارات الأولى له تم تطويرها من نفس الاكواد لانترنت إكسبلورر المخصص لويندوز،

## ملخص الإصدرات
(بالإنجليزية: Version summary)‏
| نظرة عامة على إصدارات إنترنت إكسبلورر لماك | نظرة عامة على إصدارات إنترنت إكسبلورر لماك | نظرة عامة على إصدارات إنترنت إكسبلورر لماك       | نظرة عامة على إصدارات إنترنت إكسبلورر لماك |
| ------------------------------------------ | ------------------------------------------ | ------------------------------------------------ | ------------------------------------------ |
| Mac OS 7 ‏, 8، 9 on 68k and PPC             |                                            |                                                  |                                            |
| الإصدار                                    | تاريخ                                      | ملاحظات                                          | Layout engine                              |
| الإصدار 2.0                                | 23 أبريل 1996                              |                                                  |                                            |
| الإصدار 2.1                                | أغسطس 1996                                 |                                                  |                                            |
| الإصدار 3.0                                | 8 يناير 1997                               | PPC only initially; 128-bit SGC encryption       |                                            |
| الإصدار 3.01                               | 14 مايو، 1997                              | المضمنة مع نظام التشغيل Mac OS 8؛ مدير التحميل   |                                            |
| الإصدار 4.0                                | 6 يناير 1998                               | المضمنة مع نظام التشغيل Mac OS 8                 |                                            |
| الإصدار 4.5                                | 5 يناير 1999                               |                                                  |                                            |
| الإصدار 5.0                                | 27 مارس 2000                               |                                                  | تاسمان - Tasman (layout engine) v0         |
| الإصدار 5.1                                | 18 ديسمبر 2001                             |                                                  | تاسمان v0.1                                |
| الإصدار 5.1.4                              | 16 أبريل 2002                              |                                                  | تاسمان                                     |
| الإصدار 5.1.5                              | 5 يوليو 2002                               |                                                  | تاسمان                                     |
| الإصدار 5.1.6                              | 25 سبتمبر 2002                             |                                                  | تاسمان                                     |
| الإصدار 5.1.7                              | يوليو 2003                                 |                                                  | تاسمان                                     |
| أو إس 10 on PPC                            |                                            |                                                  |                                            |
| الإصدار                                    | تاريخ                                      | الملاحظات                                        | محرك تصميم (Layout engine)                 |
| الإصدار 5                                  | 15 مايو، 2000                              | صدر مع نظام التشغيل Mac OS X dp4                 | تاسمان الإصدار (V0)                        |
| Version 5.1.1                              | May 23, 2001                               |                                                  | Tasman v0.1                                |
| الإصدار 5.1.2                              | September 25, 2001                         | released with Mac OS X 10.1                      | Tasman                                     |
| الإصدار 5.1.3                              | October 23, 2001                           | released in Microsoft Security Bulletin MS01-053 | Tasman                                     |
| الإصدار 5.2                                | June 17, 2002                              |                                                  | Tasman                                     |
| الإصدار 5.2.1                              | July 5, 2002                               |                                                  | Tasman                                     |
| الإصدار 5.2.2                              | September 25, 2002                         |                                                  | Tasman                                     |
| الإصدار 5.2.3                              | June 16, 2003                              | final version                                    | Tasman v0.9                                |